# Boycott, désinvestissement et sanctions
Ne doit pas être confondu avec BDSM ou boycott d'Israël.
Pour les articles homonymes, voir BDS.
Boycott, désinvestissement et sanctions (en anglais Boycott, Divestment and Sanctions), ou BDS, est une campagne qui a pour objectif de dénoncer la colonisation israélienne des territoires occupés, et de soutenir le droit au retour des réfugiés palestiniens. Elle se fixe comme moyens l’appel au boycott d'Israël, des campagnes pour le désinvestissement en Israël et la promotion de sanctions.
Formellement lancé par 171 organisations non gouvernementales palestiniennes,,, le mouvement est dirigé par un comité national.
Le 9 juillet 2005, la campagne BDS demande à exercer des pressions sur l’État d’Israël. Diversement suivie dans plusieurs pays, où elle rencontre parfois des obstacles légaux, cette initiative donne lieu à un débat portant sur son étendue, son efficacité, son opportunité, sa légalité et jusqu'à la sincérité de ses intentions.
Un débat aux accents polémiques naît quand est insinué, sinon affirmé, le lien entre antisionisme et antisémitisme, tandis qu'est exprimée la crainte que cette campagne, en dépit de ses déclarations légalistes, n'aboutisse à une délégitimation, non seulement de la politique conduite par différents gouvernements israéliens dans les territoires occupés, mais aussi de l’État d’Israël lui-même.

## Contexte

### Boycott d'Israël par la Ligue arabe

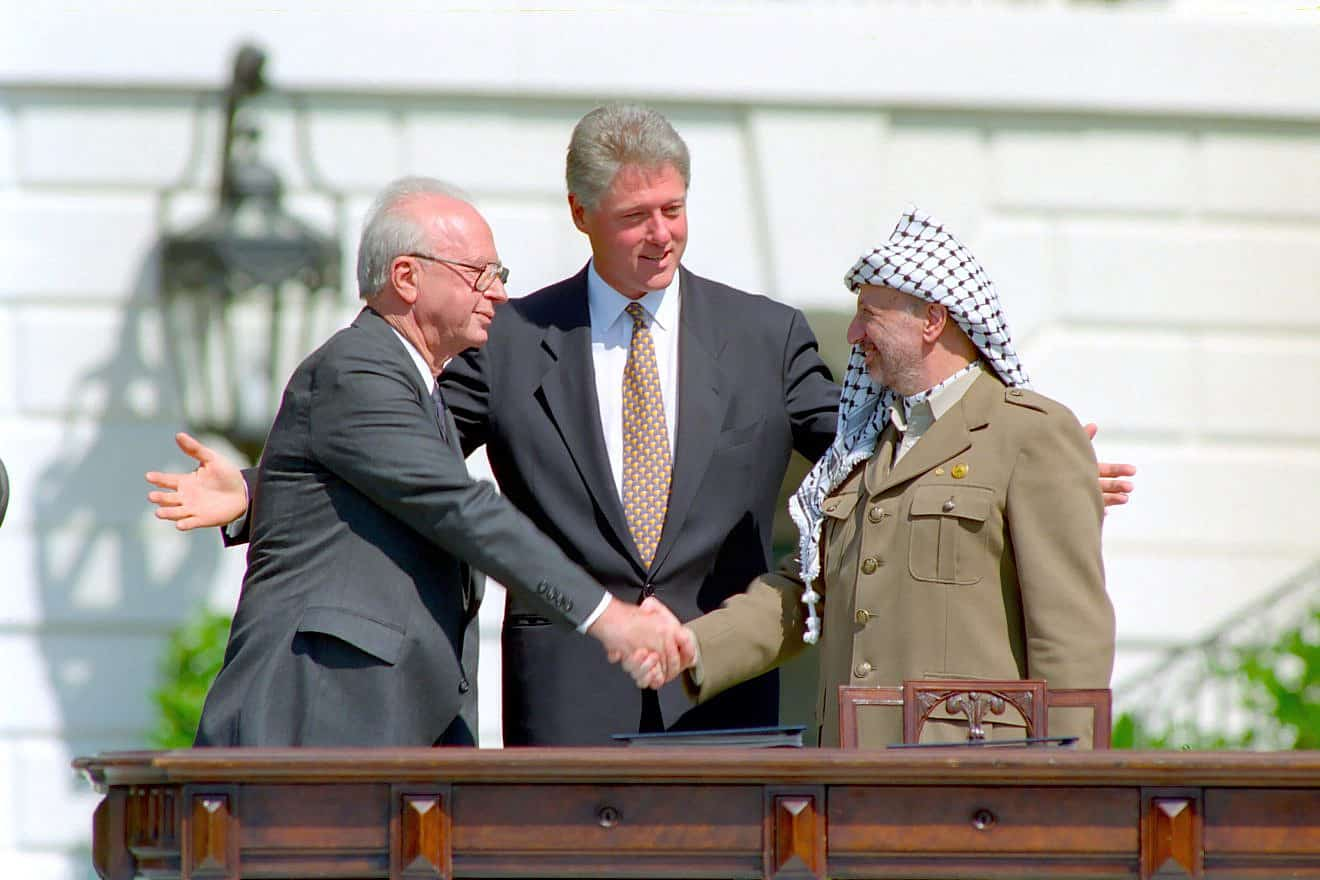
À la suite des accords d'Oslo, les pays du conseil de coopération du Golfe cessent leur participation au boycott de la Ligue arabe contre Israël, et déclarent que la suppression du boycott est une étape nécessaire pour la paix et le développement économique de la région.

Au cours du conflit en Palestine mandataire, certains meneurs arabes pensent entreprendre un boycott anti-juif. Le boycott est mis en œuvre lors de la révolution arabe de 1929 à Jérusalem. Les Arabes ayant commercé avec des Juifs, sont physiquement attaqués et leurs marchandises endommagées. À la suite de la révolte arabe, diverses organisations arabes lancent des appels à boycotter les commerces juifs. En 1936, les dirigeants palestiniens lancent un dernier appel au boycott infructueux.
Le premier boycott économique de grande ampleur fut le fait de la Ligue arabe contre la communauté juive de Palestine dès le 2 décembre 1945, puis contre Israël, avec pour objectif d'empêcher la réalisation des objectifs du sionisme

### Conférence de Durban I
Du 31 août au 8 septembre 2001 a lieu en Afrique du Sud, à Durban, la troisième conférence internationale sur le racisme sous l'égide de l'Unesco. Présidée par Mary Robinson, cette conférence a été problématique à tous les stades de son déroulement. Dès sa préparation, deux questions portées à son agenda s'avèrent particulièrement épineuses : d'abord celle des réparations dues aux victimes de l'esclavage (réparations auxquelles s'oppose pourtant l'Afrique du Sud engagée alors dans la délicate entreprise de réconciliation nationale), ensuite celle de la qualification de la politique israélienne à l'égard des Palestiniens. Tandis que les délégués de la Ligue arabe notamment souhaiteraient assimiler le sionisme à une forme de racisme (ressuscitant en cela la résolution 3379 de l'Assemblée générale des Nations unies adoptée en 1975 mais révoquée en 1991 : « sionisme = racisme »), les États-Unis et Israël notamment y sont fermement opposés. Les propos tenus et les actes devenant outranciés, le 3 septembre 2001, les délégations américaines et israéliennes se retirent de la conférence,.

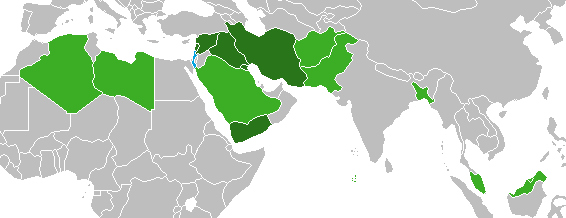
Pays refusant l'entrée aux Israéliens en vert clair.
Pays refusant l'entrée à toutes personnes s'étant rendue en Israël, en vert foncé.

Une déclaration finale, expurgée des passages ayant justifié le retrait des deux délégations, ne satisfait ni l'Iran ni la Syrie, qui restent avec la forte volonté d'assimiler Israël à un État raciste. Ces questions sont reprises dans le cadre du forum d’organisations non gouvernementales qui se déroule parallèlement à la conférence de l'Unesco. Du 28 août au 9 septembre, ce forum réunit dans le stade Kingsmead 8 000 représentants de 3 000 ONG. Selon le gouvernement britannique, une rhétorique anti-israélienne et antisémite aveugla les participants de ce forum au point que la commissaire britannique rejeta la déclaration des ONG. Quant à l'historienne Larissa Allwork, elle parle de ce forum comme d'un « festival de haine anti-juive ».

### Seconde Intifada
La seconde intifada débutée en 2000 prend fin en 2003 avec l'adoption de la « feuille de route ». Le 4 novembre 2003, des personnalités représentatives de la gauche israélienne et des différentes forces palestiniennes (sauf les islamistes) signent, à Genève, un plan de paix alternatif précédemment présenté le 12 octobre à l'issue de l'initiative de Genève,.

### Initiative en Grande-Bretagne pour un boycott académique
Tandis que se déroule l'Opération Rempart, une campagne de boycott universitaire et culturel en Europe est proposée en Grande-Bretagne en 2002 à l'initiative de Hilary et Steven P. Rose. Dans une lettre ouverte publiée dans The Guardian le 6 avril 2002 et signée par 123 autres universitaires ainsi que par 23 artistes et écrivains, ils appellent à la suspension de la collaboration des universités et des organismes de recherche européens avec Israël,. Cet appel à un moratoire (Israel academic moratorium call) est suivi d'autres initiatives similaires : l'appel signé par Colin Blakemore (en) et Richard Dawkins et ceux de l'AUT (en) ou du Natfhe (en) (à tel point que l'expression academic boycott of Israel s'impose).

### Initiative norvégienne
En avril 2002, la chaîne de supermarché norvégienne Coop Norge (qui réalise 25 % du chiffre d'affaires du secteur) annonce sa décision de boycotter les produits israéliens et fait savoir qu'elle incitera ses partenaires suédois et danois à faire de même. À la suite du refus de ceux-ci, Coop Norge revient sur sa décision.

### Positions de militants sud-africains

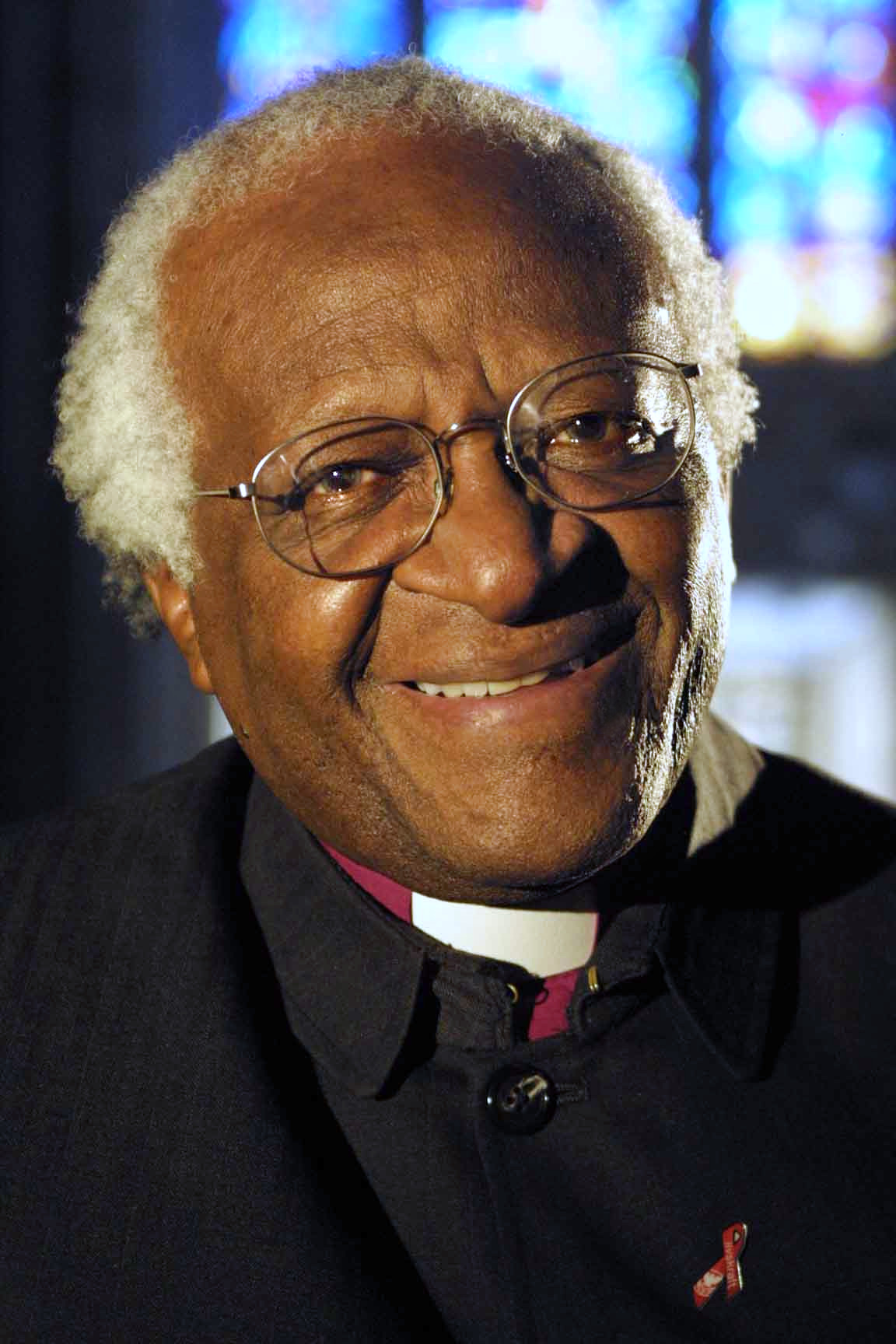
L'archevêque Desmond Tutu, figure de l'opposition interne à l'apartheid, appelle au désinvestissement d'Israël.

L'archevêque Desmond Tutu, prix Nobel de la paix pour son rôle dans le combat contre l'apartheid, promeut de mettre fin à l'occupation par Israël des territoires occupés grâce à un boycott,. Fin avril 2002, Ronnie Kasrils, ministre des Eaux et forêts, et d'origine juive, se déclare favorable à des actions de boycott et de sanctions contre Israël,. Quelques années plus tard, en mai 2005, il publie dans The Guardian, sa thèse selon lequel Palestiniens et Israéliens bénéficieront tous deux d'un boycott.
Le 14 juin 2002, Desmond Tutu exprime son soutien aux initiatives, qui promeuvent le désinvestissement afin d'inciter l’État d'Israël à mettre fin à une situation qu'il compare à celle de l'apartheid[réf. souhaitée]. Concernant l'Afrique du Sud, il juge que les initiatives étudiantes avaient été importantes pour initier un mouvement ensuite relayé par des institutions. Il indique que dans plus de 40 campus des États-Unis, les étudiants ont demandé aux conseil d'université de réviser leurs investissements, tandis qu'en Europe se développent des appels à des embargos sur les armes ainsi qu'à des boycotts au niveau des consommateurs[source insuffisante].

## Mise en place de BDS

### Premiers appels

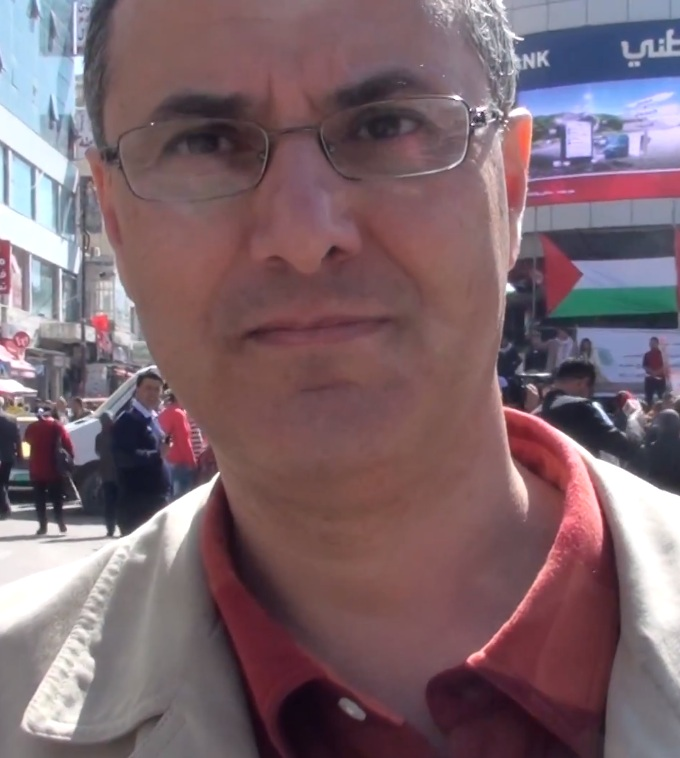
Omar Barghouti lors du rallye national BDS à Ramallah, en 2016.

En avril 2004, le Qatari Omar Barghouti, avec un groupe d'universitaires[source insuffisante] et de militants[Qui ?] réunis à Ramallah lance la Palestinian Campaign for the Academic and Cultural Boycott of Israel (en) (« Campagne palestinienne pour le boycott académique et culturel d'Israël »),. Les objectifs de cette campagne, qui fait suite à un précédent appel émis en 2003 par des universitaires et des intellectuels de Palestine et de la Diaspora, seront précisés lors d'une déclaration en juillet. Le 6 juillet est lancé l'« appel pour le boycott universitaire et culturel d’Israël » (« Call for academic and cultural boycott of Israel »). La PACBI a travaillé étroitement avec le Comité britannique pour les universités de la Palestine (BRICUP (en)) qui fait pression sur l'Association des Enseignants en Université (AUT (en)) pour adopter un boycott académique des universités israéliennes.
En janvier 2005, l'Occupied Palestine and Syrian Golan Heights Advocacy Initiative (en) (OPGAI), une coordination d'ONG, présente au 5e Forum social mondial l'appel palestinien pour les « boycott, désinvestissement et sanctions »,.

### Lancement de la campagne
La campagne BDS prend naissance durant la Seconde intifada.
Le 9 juillet 2005, 170 organisations lancent un appel à la société civile pour s'engager dans le BDS. Le boycott est à la fois perçu comme un changement non-violent à la violence généralisé de la Seconde intifada et, par Israël, comme la poursuite de la « guerre par d'autres moyens ».
Les 12 et 13 juillet 2005, siège à Paris, à l'UNESCO, la Conférence de la société civile pour la paix au Moyen-Orient adopte un plan d'action,. La Conférence adopte à l'unanimité l'appel palestinien à la campagne BDS ; la résolution finale annonce un plan d'action pour « une campagne générale de boycotts, de désinvestissements et de sanctions pour forcer Israël à terminer l’occupation et à se conformer au droit international et à respecter toutes les résolutions des Nations unies concernées ».
Selon Maia Carter Hallway, il y a deux courants au mouvement, l'un qui se concentre sur le sionisme et un autre sur l'occupation israélienne. Alors que la tactique entre les deux courants peut être la même, les cibles sont différentes.

### Objectifs de la campagne BDS
L'appel du 9 juillet 2005 se fixe trois objectifs :

« Ces mesures punitives non-violentes devraient être maintenues jusqu’à ce qu’Israël honore son obligation de reconnaître le droit inaliénable des Palestiniens à l’autodétermination et respecte entièrement les préceptes du droit international en :
1. Mettant fin à son occupation et à sa colonisation de toutes les terres arabes et en démantelant le Mur (ending its occupation and colonization of all Arab lands [occupied in 1967] and dismantling the wall) ;
2. Reconnaissant les droits fondamentaux des citoyens Arabo-Palestiniens d’Israël à une égalité absolue (recognizing the fundamental rights of the Arab-Palestinian citizens of Israel to full equality) ; et,
3. Respectant, protégeant et favorisant les droits des réfugiés palestiniens à revenir dans leur maison et propriétés comme stipulé dans la résolution 194 de l’ONU (respecting, protecting and promoting the rights of Palestinian refugees to return to their homes and properties, as stipulated in UN resolution 194). »

Le boycott est perçu comme utilisant une « tactique de pression » alors que la diplomatie n'aurait pas eu les résultats souhaités. L'appel au boycott par des figures islamiques est quant à lui justifié comme un jihad des civils, alors que les gouvernements n'auraient abouti « à rien ».
La campagne BDS se refuse à prendre explicitement position sur la question de la bipartition ou de la « solution à un État ». Dans un article de 2011, écrit en réponse au philosophe Bernard-Henri Lévy, Omar Barghouti fait remarquer que la coalition d'associations à l'origine de l’appel est partagée sur cette question, la solution à deux États recueillant toutefois le soutien de la majorité des associations. Lui-même, à titre personnel, se dit par contre favorable à la constitution d'un seul État laïc. Omar Barghouti appelle également également à « la fin » et « la destruction » de l'État juif.
En novembre 2008 en Espagne, à Bilbao, une coalition d'associations définit les modalités de la campagne BDS en dix points.

## Actions menées dans différents pays

### Boycott de produits de consommation
Parmi les différents acteurs et marques visés par le mouvement BDS, on retrouve des profils hétérogènes:
- Groupe Axa[38] ;
- CAF (Construcciones y Auxiliar de Ferrocarriles)[38] ;
- Puma[38] ;
- Carrefour ;
- SodaStream.
- HP (Hewlett Packard)[38]
- Starbucks[39]
- L'Oréal : En décembre 2008, le Comité BDS, un groupe d'activistes pro-palestiniens appelle au boycott de l'Oréal pour ses « relations d'affaires avec Israël ».

### Marques israéliennes
- Keter[38]
- Mehadrin[38]
- Allibert[38]
- Volac[38]
- Curver
- Stanley et Zac
- Hadiklaim
- JordanRiver
- Mitzpe Shalem (en)
- Ahava

### Désinvestissement
En 2002, Desmond Tutu (voir supra) lance une campagne de désinvestissement d'Israël, conduite par des collectifs politiques et religieux pour mettre fin à l'occupation israélienne des territoires palestiniens depuis la guerre de 1967, dite des Six Jours,},.
. Cet appel sera suivi par le Comité pour l'exercice des droits inaliénables du peuple palestinien et la société civile palestinienne avec son appel au Boycott, désinvestissement et sanctions.
- 2006, Connex[43]. Lev Leviev par l'UNICEF[44].
- En 2006, une banque hollandaise, ASN Bank, se retirait de Veolia pour sa participation à la construction du tramway de Jérusalem[45],[46],[47],[48].
- En octobre 2008, le suédois Assa Abloy annonce qu'il déménage une usine de production hors de la zone industrielle de Barkan (en), en Cisjordanie.
- En 2008, le ministère des Affaires Étrangères suédois a fait savoir que « l'opinion du gouvernement suédois est que la création d'entreprise ou les relations d'affaires avec des entreprises dans les colonies étaient déplacées. »[49]
- En novembre 2008, les Britanniques exigèrent à nouveau que les produits israéliens venant des territoires palestiniens ne soient pas détaxés[50],[51] ; la femme politique israélienne Tzipi Livni s'inquiétait pour les exportations vers l'Europe :

:« Sources near the talks say London is accusing some Israeli companies of fraud: Their labeling indicates that they manufacture in Israel, but their plants are in the territories. »
« Based on experience, there are concerns in Israel that the discussion on exports from the territories will affect all Israeli exports to Europe. Roughly that happened four years ago, after Israel rejected European demands to specifically label products produced outside the pre-1967 war borders. »
« Livni protests: It appears to be the fruits of long efforts by a strong pro-Palestinian lobby that now spur the British into action. Nevertheless, the British insist that at British consumers want to know the source of the products that they purchase.
But the biggest fear in Israel is that the issue will spill beyond manufacturers in the territories, affecting all local exporters and all exports to the EU - as was the case the last time that the issue boiled to the surface. »
[pertinence contestée]

- Le 10 janvier 2009, la journaliste altermondialiste canadienne Naomi Klein évoque le cas de Richard Ramsey, directeur d'une compagnie de télécommunication britannique, qui a rompu ses relations avec la firme israélienne de technologie MobileMax[53].
- Le 16 janvier 2009, le quotidien israélien Yediot Aharonot rapporte l'inquiétude des fermiers israéliens qui ne parviendront pas à vendre une partie de leur production[54].

### Boycott culturel
Le boycott culturel est soutenu initialement et entre autres par les musiciens Roger Waters et Brian Eno, les écrivains Eduardo Galeano et Arundhati Roy, ainsi que par les cinéastes Ken Loach et Jean-Luc Godard.

### Boycott sportif
Plusieurs footballeurs ont adressé en décembre 2012 une lettre à l'UEFA protestant contre l'organisation en Israël de l'Euro dit « Espoirs de foot » car elle accueille des joueurs de moins de 21 ans. Ils disaient regretter que l'UEFA fermât les yeux sur la récente offensive israélienne sur la bande de Gaza. Pour Frédéric Kanouté, joueur franco-malien, ex de Lyon et du FC Séville, qui a publié l'appel sur son site, « c'est inacceptable que des enfants soient tués alors qu'ils jouent au football. Dans ces circonstances, l'accueil du Championnat d'Europe des moins de 21 ans, serait perçu comme une récompense pour des actes contraires aux valeurs du sport ».
Mais le scandale a été tel que, parmi la soixantaine de footballeurs professionnels ayant adressé la lettre à l'UEFA, plusieurs, dont Didier Drogba et l'international Yohan Cabaye, ont démenti avoir signé cette pétition.

### Boycott diplomatique
En mai, Ronnie Kasrils, ministre des services secrets sud-africain, publia dans The Guardian en 2002, son argumentation selon laquelle Palestiniens et Israéliens bénéficieront tous deux d'un boycott.
En novembre 2008, le président de l’Assemblée générale de l’ONU Miguel d'Escoto Brockmann déclare : « Aujourd’hui peut-être, nous les Nations unies, devons envisager de suivre l’exemple d’une nouvelle génération dans la société civile, qui appelle à une campagne non violente similaire de boycott, de désinvestissement et de sanctions pour faire pression sur Israël ».
En réaction à la guerre de Gaza 2008-2009, les gouvernements vénézuéliens et boliviens ont initié un boycott politique à partir du 14 janvier 2009.

### Boycott syndical
Des syndicats irlandais, canadiens[réf. nécessaire], britanniques, français, et sud-africains organisent ou appellent au boycott.

### Campagne BDS en Europe
Dès juillet 2005, la campagne BDS est impulsée en Europe par le Comité européen de coordination des ONG sur la question de la Palestine (ECCP) en Belgique présidé alors par le sénateur socialiste belge Pierre Galand.
À l'automne 2010 est créée The European Platform for the Academic and Cultural Boycott of Israel qui se réfère au lignes directrices dessinées par le Pacbi.

#### En Irlande

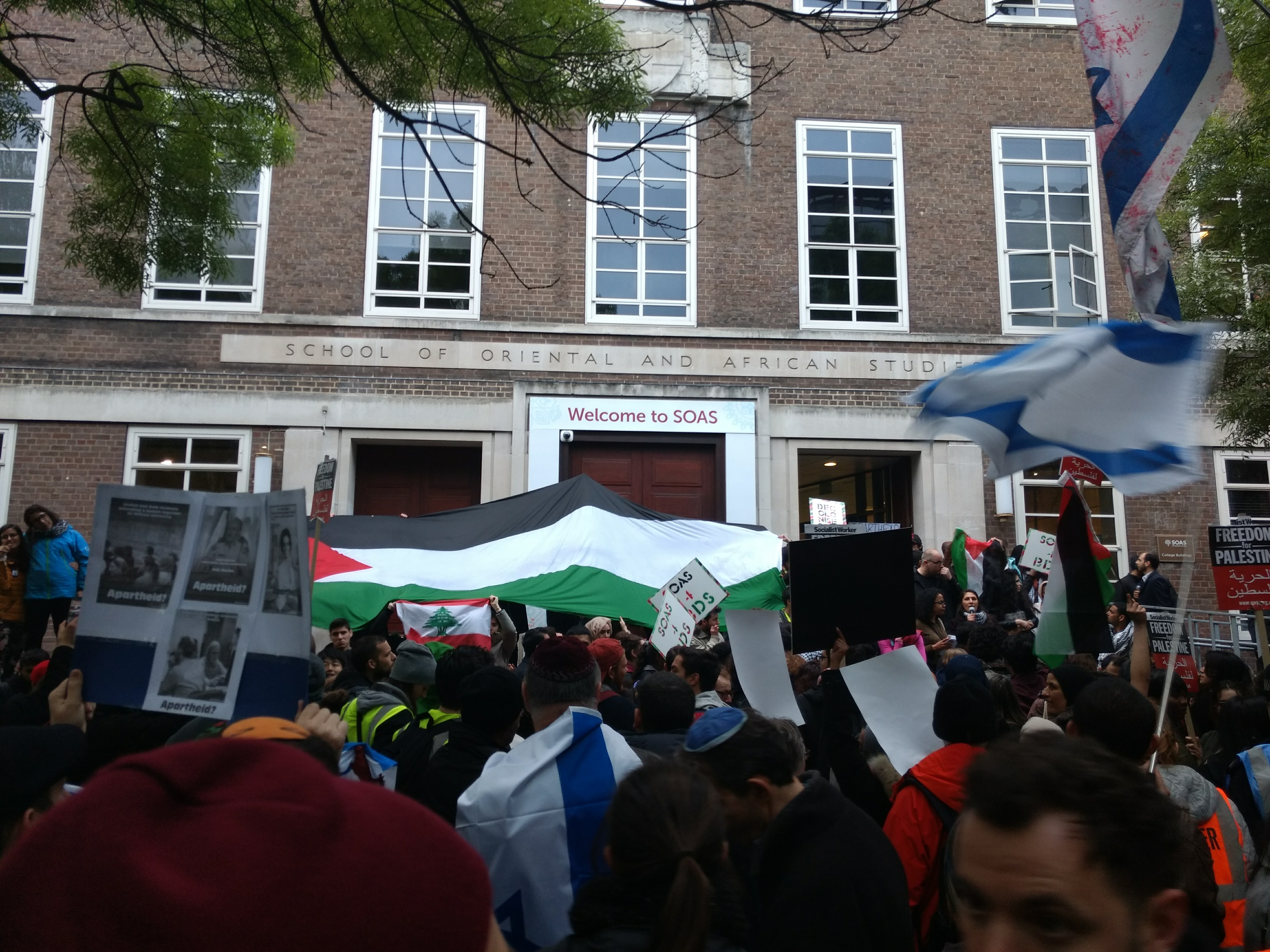
Manifestation de soutien BDS, à Londres, le 27 avril 2017.

À la suite des manifestations de janvier 2009 appelant au boycott, The Irish Times a publié une lettre ouverte le 23 janvier 2009 puis le samedi 31 janvier 2009 a publié, en page 5, un « appel irlandais pour une justice en Palestine » recueillant environ 300 signataires, dont des députés, des sénateurs, des leaders politiques (dont Gerry Adams et Tony Benn), des dirigeants de syndicats, des professeurs et des artistes.
Le 9 avril 2018, dans le contexte de répression de la marche du retour à Gaza, Dublin est devenue la première capitale européenne à soutenir BDS. Dans sa motion, elle mentionne le « blocus et le siège inhumain à Gaza » et s'engage à ne plus passer de contrat avec Hewlett-Packard et sa filiale DXC Technology,, mises en cause par le mouvement BDS pour leur collaboration avec Israël.

#### En Belgique

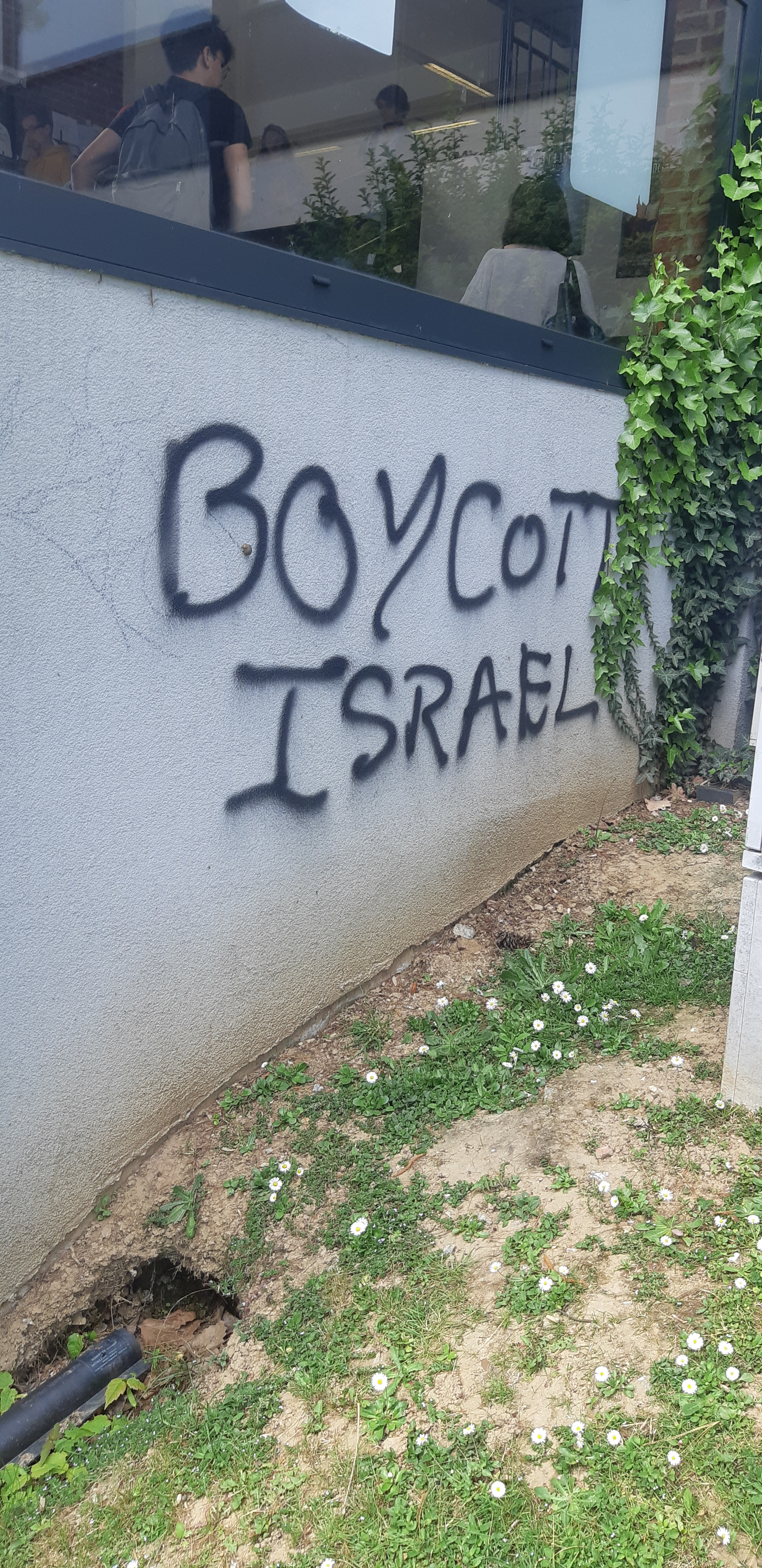
Tag encourageant le boycott d'Israël par le cercle étudiant de BDS à l'ULB.

L'université libre de Bruxelles reconnaît un cercle étudiant militant de BDS. Cette initiative a été critiquée, jugée comme contraire aux valeurs de l'Université : le libre examen et à la liberté académique « n'ayant pour objectif que cesse toute collaboration scientifique et universitaire avec Israël » et discriminante à l'égard des étudiants juifs.
En mars 2015, des incidents se produisent entre deux cercles d'étudiants sur le campus de l'ULB. Au cours d'une manifestation de protestation contre la barrière de séparation israélienne organisée par BDS Belgium, des étudiants de l'Union des Étudiants juifs de Belgique (UEJB) sont pris à partie. Ceux-ci transmettent à la presse une vidéo des incidents qui accuse BDS de les avoir stigmatisés parce que Juifs aux mots de : « Sionistes ! Fascistes ! C'est vous les terroristes ! ». BDS nie tout amalgame et affirme n'avoir jamais visé les étudiants de l'UEJB. La presse reprend les accusations d'antisémitisme et la Ligue Belge contre l'Antisémitisme (LBCA) annonce déposer une plainte. Le recteur de l'université, Didier Viviers, organise une rencontre entre les deux cercles en vue d'apaiser les esprits. À l'issue de celle-ci, les cercles étudiants publient un communiqué commun « où ils s'engagent à se respecter mutuellement » et dans lequel BDS reconnaît que les propos tenus étaient « maladroits » tandis que l'UEJB reconnaît que la vidéo diffusée à la presse ne reflétait pas parfaitement la réalité.
Quelques jours plus tard, le communiqué est dénoncé par l'UEJB et l'avocat de la LBCA attaque la gestion de la situation par l'ULB en déclarant qu' « organiser des débats dans lesquels le même temps de parole sera donné aux Juifs et aux antisémites/antisionistes » ne va rien résoudre et que « la tactique de l'apaisement adoptée par le rectorat, destinée à étouffer le scandale, est une compromission qui trahit les valeurs de l'ULB ». Le recteur y répond le lendemain en affirmant que « les manifestants n'avaient pas d'intention antisémite ». Il estime que « [l]a fin ne justifie pas les moyens et (…) condamne les moyens utilisés en l'occurrence » : « comment peut-on espérer convaincre du risque des amalgames dangereux quand soi-même on en use avec une telle désinvolture ? Comment croire que l'on va aider la communauté juive à retrouver le calme et la sécurité auxquels elle a droit en s'abaissant à de telles manipulations ? ».

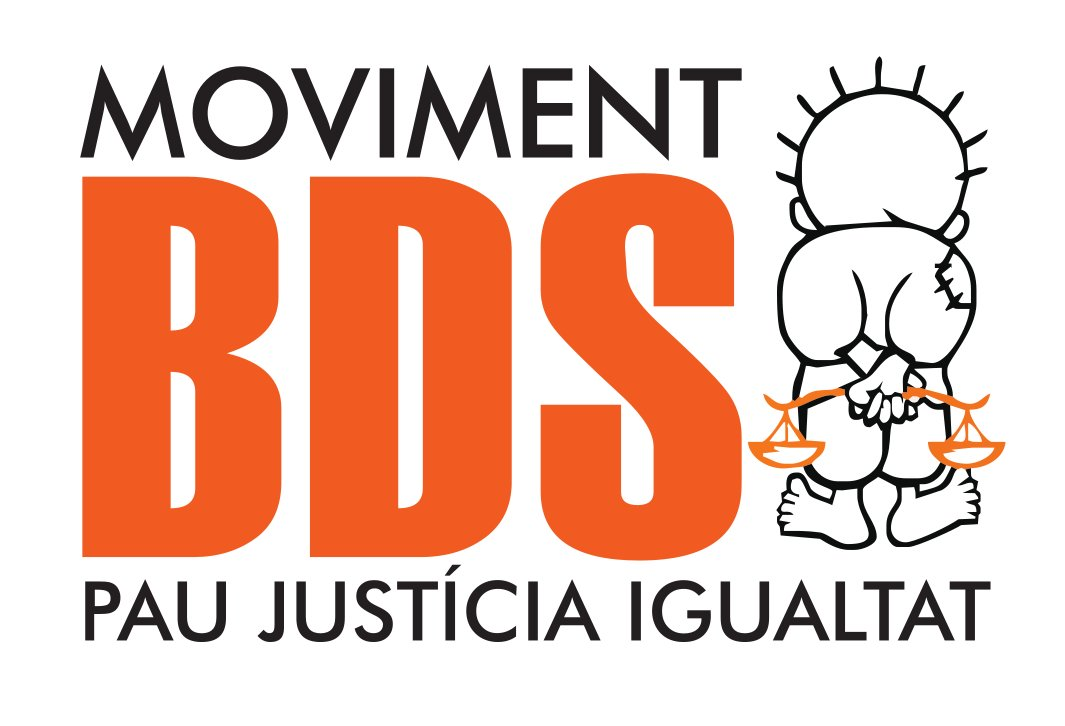
Militantisme BDS en Catalogne.

#### En Espagne
En août 2015, BDS obtient tout d’abord la déprogrammation du chanteur juif américain Matisyahu du festival de reggae Rototom Sunsplash, du 15 au 22 août à Benicassim. Les organisateurs finiront par le reprogrammer, en s’excusant d’avoir cédé « devant une campagne de pressions, menaces et contraintes exercées par BDS ».

#### En Allemagne
En décembre 2017, Munich a adopté un projet de loi interdisant les boycotts d'Israël, devenant ainsi la première ville allemande à refuser l'espace et les fonds publics pour la campagne BDS. Charlotte Knobloch, une survivante de l'holocauste et présidente de la communauté juive de Munich qui a fait campagne pour la législation, a déclaré que « Munich a envoyé un signal contre l'antisémitisme ».
Le 17 mai 2019, le Bundestag adopte une motion condamnant le mouvement BDS pour antisémitisme. Cette motion a été proposée par les partis majoritaires CDU, CSU et SDP, auxquels se sont joint les partis d'opposition FDP et Alliance 90 / Les Verts. Le parti de gauche Die Linke a rejeté le texte tandis que le parti nationaliste AfD s'est abstenu, souhaitant l'interdiction pure et simple du mouvement.

#### Initiative BDS au Maghreb
Depuis novembre 2010, la campagne BDS a un relais au Maghreb : le groupe BDS Maroc est né. Répondant lui aussi à l'appel lancé depuis la Palestine en 2005, il a déjà réalisé plusieurs conférences et publié une première brochure dénonçant la participation de VEOLIA au tramway de Jérusalem. Une première campagne a été menée contre la tenue au Maroc de la Convention nationale de l'UEJF (Union des étudiants juifs de France).

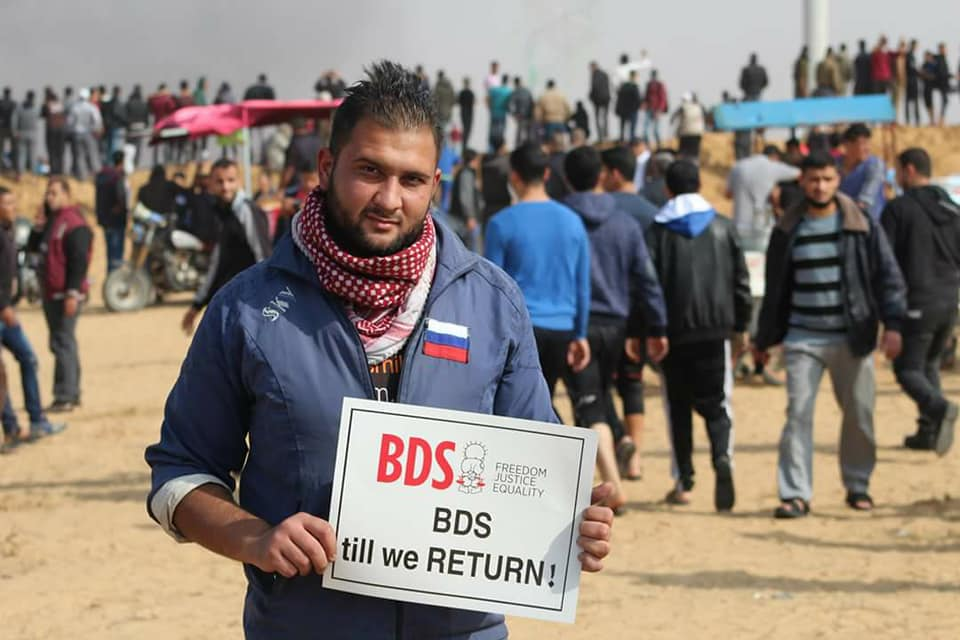
Manifestant lors de la « marche du retour » à Rafah, sud de Gaza, en avril 2019.

#### Marche pour Gaza
La Gaza Freedom March (en) est une marche non-violente contre le blocus de Gaza, soutenue par le comité BDS, qui a lieu le 27 décembre 2009 à l'anniversaire de la guerre de Gaza de 2008-2009,.

#### En Afrique du Sud
En mai 2012, un projet, du gouvernement sud-africain suscite la vive désapprobation du ministre israélien des affaires étrangères. Peu après, le ministre danois des affaires étrangères, Villy Søvndal Søvndal, annonce lui aussi un projet d'étiquetage différencié.
Le 22 août 2012, le gouvernement sud-africain préconise l'apposition d'une mention spécifique sur les étiquettes de produits importés des territoires occupés,.

#### Au Canada
En juillet 2017, l’Agence canadienne d’inspection des aliments (ACIA) demande qu’on retire de la vente les vins produits en Cisjordanie commercialisés sous l’étiquette « produit d’Israël ». Un jour plus tard, la même agence revient sur sa décision, justifiant son revirement par la prise en compte de l’accord de libre-échange Canada-Israël.
Le 29 juillet 2019, la Cour Fédérale du Canada donne raison à David Kattenburg dont la demande d'étiquetage différencié avait d'abord été rejetée par l’Agence canadienne d’inspection des aliments (ACIA). Le 6 septembre, le gouvernement canadien fait appel de cette décision.

### Organisation et financement

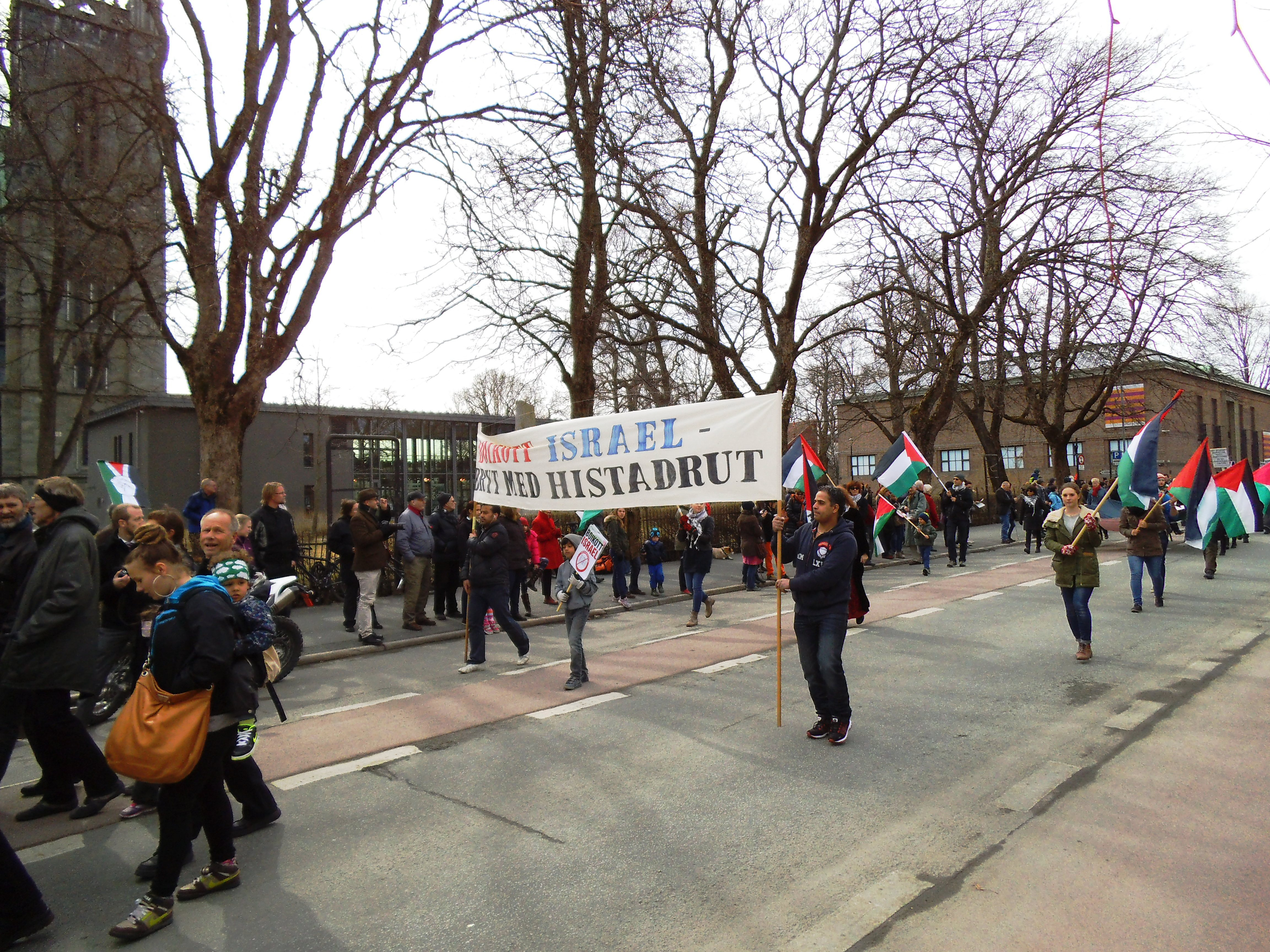
Manifestation pour le boycott d'Israël lors de l’International Workers' Day, à Trondheim (Norvège), en 2013.

Plusieurs gouvernements internationaux, des fondations et des organismes de charité islamiques sont les sources principales de soutien financier de BDS. La campagne BDS est également soutenue financièrement par le Fatah ainsi que par des organisations inscrites sur les listes terroristes européennes et des États-Unis.
Dans le cadre des lignes de conduite définies par l'appel de 2005, une grande latitude est laissée aux initiatives locales, nationales, pour déterminer les cibles de leurs actions et les tactiques à adopter.
La première conférence palestinienne BDS a lieu à Ramallah en novembre 2007 et un « comité BDS » (BDS National Committee ou BNC) est formé à cette occasion, auquel participe entre autres Omar Barghouti. La conférence est ouverte par Dr Gabi Baramki et réunit 300 activistes palestiniens conversant avec des activistes en Grande-Bretagne, Canada, Norvège, Espagne et Afrique du Sud.
Naomi Paiss, chargée des relations publiques pour le New Israel Fund affirme que son association, qui soutient le boycott des productions issues des colonies, veille à ne pas attribuer de financement aux entités qui feraient la proposition d'un boycott total d’Israël. Edwin Black, dans un article paru fin février 2014, révèle que le New Israel Fund a contribué à l'émergence du mouvement BDS par des aides financières apportées à l'association Coalition of Women for peace qui appelait à un boycott total (et non seulement sur les productions des territoires occupés).
D'après Ghada Karmi (en), en Grande-Bretagne, le British boycott committee est composé en grande majorité de personnes d'origine juive (article de 2007),.

## Impact en Israël et en Palestine
Les partisans de BDS se félicitent de l'impact de leur campagne sur l'économie israélienne, notamment du boycott d'entreprises israéliennes telles Sodastream, la banque Hapoalim, la compagnie des eaux Mekorot (en) par des organisations européennes ou américaines. Toutefois, BDS a aussi un impact sur l'emploi en Palestine. Ainsi, Sodastream a été obligé de fermer son usine dans la colonie de Ma'aleh Adumim et donc de licencier 500 employés palestiniens au profit d'Israéliens travaillant dans la nouvelle usine de Rahat en Israël.
Une enquête de Ma'an News Agency de mars 2009 révèle que 21 % des exportateurs israéliens ont dû baisser leurs prix à cause du boycott, car ils ont perdu des parts de marché significatives, notamment en Jordanie, au Royaume-Uni et dans les pays scandinaves.

### Initiative de la société civile anglaise
En Grande-Bretagne, l'association Palestine Solidarity Campaign (en) (PSC) engagée dans une campagne de boycott contre les produits israéliens depuis 2001, a réorienté son action en demandant non plus le boycott, mais l'étiquetage de la provenance des produits notamment de ceux venant de Cisjordanie. Cette demande relayée d'abord par les groupes comme Jews for Justice for Palestinians (en) et par les quakers reçoit ensuite le soutien du Trades Union Congress qui, en 2006, adopte une résolution soutenant les actions du PSC. Devant l’inaction gouvernementale, le mouvement accentue sa pression. En mai 2009, Lawyers for Palestinian Human Rights menace les enseignes de distribution britanniques d'action judiciaires ; en septembre 2009, le Trade Union Congress vote le boycott des produits issus des colonies/implantations. Le 2 décembre 2009, Phyllis Starkey (en) interpelle le ministre de l'agriculture à l'occasion d'une séance de questions au gouvernement. Quelques jours plus tard, le Defra (Ministère pour l'environnement, l'alimentation et les affaires rurales) émet un avis à l'attention des distributeurs préconisant de distinguer sur les étiquettes les « produits de Cisjordanie (produit de colonies israéliennes) » des « produits de Cisjordanie (produit palestinien) ». Le HMRC met en place une ligne téléphonique dédiée pour permettre aux distributeurs de déterminer l'origine géographique des produits. À la suite de cette directive, le groupe TESCO étiquette désormais ces produits -alimentaires- conformément à la directive de la manière suivante : « Product of Westbank, Israeli settlement produce » et « Product of Westbank, Palestinian produce ».
Dans le souci d'apaiser les craintes soulevées en Israël par l'adoption de ces préconisations, l’ambassade de Grande-Bretagne en Israël déclare : « Il n’existe aucune instruction qui oblige à marquer les produits en provenance des colonies israéliennes. À la suite de demandes de la part de distributeurs et de citoyens, le Département de l’Environnement, de l’Alimentation et de l’Agriculture a publié une recommandation, que l’on peut même qualifier de conseil. Le gouvernement britannique s’est toujours opposé aux boycotts et continue à s’opposer à tous les appels au boycott d’Israël ».

## Acteurs, soutiens, oppositions et critiques

### Soutiens
La campagne est soutenue par des citoyens israéliens (Neve Gordon,, Eyal Sivan et Yael Lerer), des fédérations comme la JEPJ et la UJFP (dont Michel Warschawski), le mouvement contre le racisme et pour l'amitié entre les peuples, le président de l’Assemblée générale de l’ONU Miguel d'Escoto Brockmann, des universitaires britanniques, canadiens, français ou libanais, des personnalités de gauche, de syndicats canadiens, britanniques et sud-africains.
Le mouvement appelle à un boycott à la fois économique, politique, universitaire et culturel d'Israël. Le boycott culturel est soutenu par le musicien Roger Waters, l'écrivain John Berger, Eduardo Galeano et Arundhati Roy, ainsi que par les cinéastes Ken Loach, Jean-Luc Godard et Eyal Sivan qui décident qu'ils ne participeront pas au festival de films israéliens.

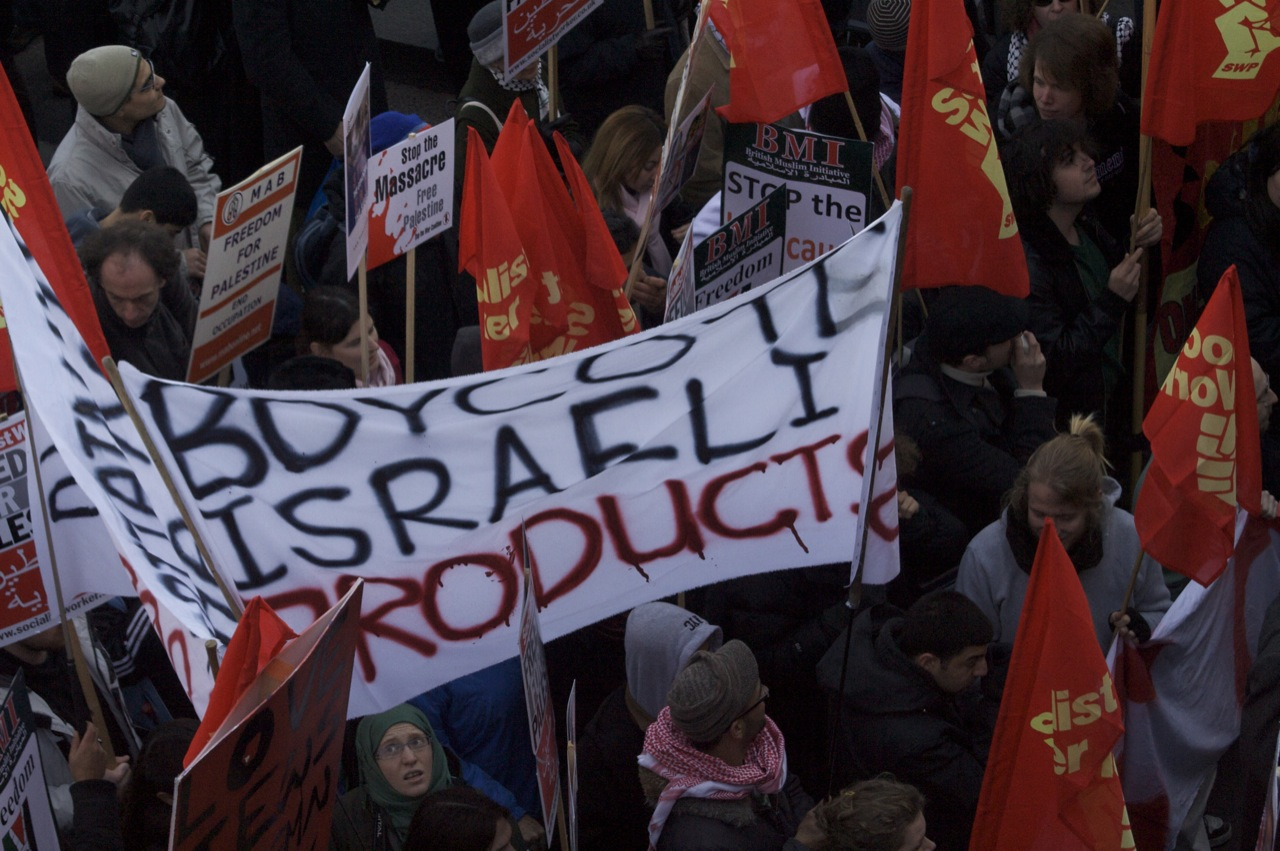
Manifestation d'associations (, Stop the War Coalition, British Muslim Initiative) pour le boycott des produits israéliens, à Londres, le 3 janvier 2009.

La campagne est active dans des pays comme l'Australie, les Philippines, le Canada, l'Angleterre et dans d'autres pays BDS.
En 2011, dans le cadre de la campagne de boycott, à la suite de pressions de l'association EuroPalestine à la sortie de l'un de ses concerts, la chanteuse Vanessa Paradis décide d'annuler un concert qu'elle devait donner le 10 février à Tel Aviv-Jaffa,.
En mai 2013, dans le cadre de la campagne de boycott, Stephen Hawking fait savoir qu'il ne participera pas à un important colloque prévu en juin à Jérusalem. Dans une déclaration publiée avec son accord, le Comité britannique pour les universités palestiniennes (CBUP), qui soutient ce boycott et s'oppose à l'occupation des territoires palestiniens, explicite « sa décision prise en toute indépendance de respecter le boycott, sur la base de sa connaissance de la Palestine et des conseils unanimes de ses contacts académiques là-bas »,.

### Opposition
Parmi les partis politiques qui s'opposent au BDS, on peut citer le Parti libéral d'Australie ainsi que les deux principaux partis politiques aux États-Unis,. L'Union Européenne a aussi exprimé son opposition au boycott d'Israël. Les raisons invoquées pour l'opposition au BDS sont que cela favorise l'antisémitisme et porte atteinte à la légitimité de l'État d'Israël.
Gene Simmons, chanteur du groupe de hard rock Kiss, déclara que les artistes qui boycottent Israël devraient plutôt diriger leur colère contre les dictateurs du monde arabe. D'autres artistes ont exprimé leur opposition au BDS dont le chanteur John Lydon, les réalisateurs Joel et Ethan Coen, l'auteur à succès J. K. Rowling, l'écrivain Hilary Mantel, l'actrice Helen Mirren, le guitariste Ziggy Marley, le musicien Jon Bon Jovi, l'animateur radio Howard Stern ou l'acteur Edward Asner.

En 2005, le sociologue britannique David Hirsh cofonde le site web Engage constituant une ressource pour ceux qui travaillent à s'opposer au boycott d'Israël. Il déclare au journal The Guardian :
« Cela n'a peut-être pas de motivations antisémites, mais si vous organisez un boycott académique des universitaires juifs israéliens mais de personne d'autre dans le monde, c'est une politique antisémite ».
En 2013, le politologue américain Norman Finkelstein prend position contre BDS ; selon lui, le mouvement a pour objectif de détruire Israël en utilisant le droit international, tout en niant son existence légale : 
« C'est de la pure et simple hypocrisie. Et personnellement, je ne veux rien n'y avoir à faire. Politiquement parlant, cette stratégie n'ira nulle part »,.

### Critiques
(août 2016).
S'appuyant notamment sur des déclarations de certains supporters de BDS — tels qu'Omar Barghouti ou Ali Abunimah (en), fondateur du site Electronic Intifada — qui ne cachent pas être défavorables à la coexistence d'un État palestinien et d'un État israélien, Bernard-Henri Lévy affirme que « cette campagne, en fait, contrevient aux coutumes aux règles et aux lois internationales et particulièrement aux lois françaises ou américaines ». Tous les signataires eux-mêmes ne s'accordent pas sur l'extension géographique à donner au boycott et de nombreuses voix militant pour une paix juste et durable au Proche-Orient s'opposent à cette campagne qui ne prône ni le droit des Palestiniens à l'autodétermination, ni un règlement basé sur le principe de deux États pour deux peuples, mais contre l’existence même de l’État d’Israël.
La campagne BDS est critiquée pour être une tactique indiscriminée et peu définie, qui s'en prend parfois à des cibles juives. D'autres critiquent la campagne pour soutenir directement ou indirectement les violences palestiniennes.
« Ce qui se dissimule derrière la pseudo lutte contre les produits des territoires, c'est la négation du droit d'Israël à l'existence » écrivent le 23 juillet 2015 David Chemla, secrétaire général de JCALL Europe, Alain Rozenkier, président de La Paix Maintenant France et Gérard Unger, président de JCALL France.
En réponse à une interview d'Omar Barghouti publiée dans Le Monde le 4 juillet 2015, ils écrivent : « Monsieur Barghouti accuse la France d'être hypocrite face à Israël. Le compliment ne peut qu'être retourné. BDS ne l'est-il pas face à Israël lorsqu'il se dissimule derrière la lutte contre les produits des territoires alors que, lorsqu'on gratte un peu, on constate que c'est d'autre chose dont il s'agit : la négation du droit d'Israël à son existence, résurgence d'un passé que l'on croyait révolu ? Le discours tenu nous ramène près de 30 ans en arrière, avant la reconnaissance d'Israël par l'OLP. De grâce, ne perdons plus de temps ! ».
Laurent Joffrin, directeur de la rédaction du journal Libération, signe dans un billet d'août 2015, un éditorial intitulé « BDS, les dessous d'un boycott » dans lequel il écrit : « Quand Omar Barghouti […] met Israël sur le même plan que le Soudan du général Omar el-Bechir, islamiste implacable, où la guerre civile et la répression ont causé quelque deux millions de morts, il pratique un amalgame inacceptable. Il est vrai que dans certains textes, le même Omar Barghouti compare aussi les Israéliens à des nazis… ». « Aussi bien, les militants du boycott, qui agissent en principe au nom des valeurs universelles — le droit des peuples à disposer d'eux-mêmes et le droit international — se gardent bien de dénoncer les atteintes à ces principes quand elles sont le fait de certaines formations palestiniennes, par exemple le Hamas qui gouverne Gaza en pratiquant une répression impitoyable et qui use lui aussi de moyens de lutte cruels et contraires aux conventions internationales. »

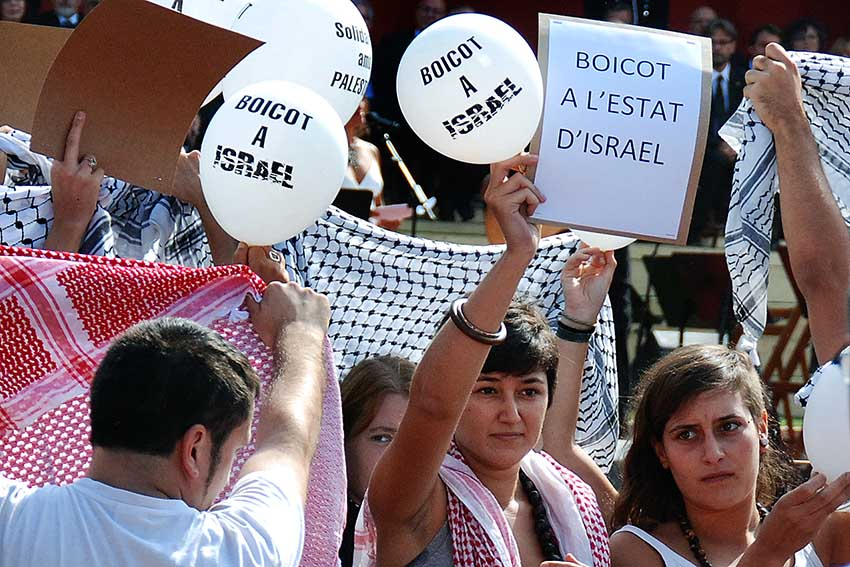
Manifestation pour le boycott d'Israël, en Catalogne (Espagne), en 2013.

#### Critiques du boycott académique
Près de quarante lauréats du prix Nobel sont signataires d'une « Déclaration des Prix Nobel en réponse à la campagne BDS d'appel au boycott académique » dans laquelle ils indiquent :

« Convaincus que les appels au boycott, au désinvestissement et aux sanctions des institutions académiques et culturelles :
- Vont à l’encontre des principes de liberté académique et scientifique
- Contreviennent aux principes de liberté d’expression et de recherche
- Sont susceptibles de constituer une discrimination en vertu de l’origine relative à un État nation

Nous soussignés, Lauréats du Prix Nobel, appelons les étudiants, les enseignants et administrateurs de facultés à vaincre et dénoncer les campagnes d’appels au boycott, au désinvestissement et aux sanctions contre les institutions académiques, universitaires ou affiliées à des centres de recherche et de formation israéliens.
De plus, nous encourageons les étudiants, les enseignants et administrateurs de facultés à promouvoir et fournir des opportunités au débat académique citoyen pour que les parties s’engagent vers une résolution des conflits et des problèmes plutôt que de servir d'incubateurs à la défiance polémique, la propagande et l'incitation à la haine.
Nous nous sommes dévoués, comme beaucoup d’autres, en faveur de l’amélioration de la condition humaine en consacrant notre tâche souvent difficile et insaisissable à la compréhension de phénomènes complexes et insolubles en apparence. Nous sommes convaincus que l’Université œuvre en sa qualité de communauté coopérative et collaborative à la fois ouverte, tolérante et respectueuse, dédiée aux pratiques de résolution de problèmes complexes. »

Le 24 mai 2005, 21 prix Nobel se déclarent opposés au boycott académique.
Le New Criterion (en), magazine culturel new-yorkais signale qu'« environ 300 présidents d'université déclarent que le BDS est hostile à l'esprit académique ».

### Réception et échos de la campagne BDS

#### Positions au sein des Nations unies
Le 29 novembre 2007, le Rapporteur spécial sur la situation des droits de l'homme dans les territoires palestiniens occupés depuis 1967 rend son rapport, en conclusion duquel il suggère d'interroger la Cour internationale de justice sur les conséquences légales d'un régime prolongé d'occupation comportant « des formes de colonialisme et d'apartheid ».
Le 28 novembre 2008, le président de l’Assemblée générale de l'ONU Miguel d'Escoto Brockmann appelle à envisager de participer à la campagne de Boycott, Désinvestissement et Sanctions.
En 2012, dans un rapport à l'assemblée générale de l'ONU, le controversé Richard Falk, rapporteur spécial de l'ONU sur la situation des droits de l'homme dans les territoires palestiniens occupés « considère que toutes les entreprises qui opèrent dans les colonies de peuplement israéliennes ou traitent avec elle (…) devraient être boycottées jusqu'à ce que leurs activités soient pleinement conformes aux normes et pratiques du droit international humanitaire ». Il demande à la « société civile » dans chaque pays de mener « de vigoureuses campagnes de boycottage, de désinvestissement et de sanctions » contre ces entreprises. Ce rapport sera désavoué par le secrétaire général de l’ONU et retiré du site de l’ESCWA. Le soutien de Richard Falk à la campagne BDS est plus explicite encore dans une déclaration faite en 2012, par laquelle il manifeste sa solidarité avec Penn BDS, une organisation étudiante de l'université de Pennsylvanie.
Le 29 novembre 2012, juste avant le vote sur l'accession de la Palestine au rang d’État observateur non membre auprès de l'ONU, une réunion spéciale du Comité pour l’exercice des droits inaliénables du peuple palestinien donne la parole à plusieurs intervenant dont Roger Waters, fondateur des Pink Floyd. Celui-ci, après avoir rappelé les dernières déclarations du tribunal Russell sur la Palestine du 6 et 7 octobre, dit se féliciter des appels au boycott formulés par des étudiants de Californie ainsi que de l'appel de l’assemblée des églises presbytériennes des États-Unis, qui, à l'été 2012, ont demandé à boycotter les sociétés Caterpillar, Motorola et Hewlett-Packard.
Le 21 mars 2014, les médias rendent compte des propos tenus par Richard Falk, quelque temps avant la fin de son mandat auprès du conseil des droits de l'homme des Nations unies pour les territoires palestiniens occupés. Ce professeur emeritus de l'Université de Princeton — mais néanmoins qualifié d'antisémite et de complotiste par différents organes officiels, des politiques ou des diplomates — y dénonce à nouveau la politique d'Israël dans les territoires occupés, affirmant qu'elle présente, selon lui, les caractéristiques de « l'apartheid » et du « nettoyage ethnique »,.

#### Positions par diverses instances supranationales
Le mercredi 4 mars 2009, Ken Coates, Leila Shahid et Nurit Peled annoncent la création du tribunal Russell sur la Palestine lors d'une conférence de presse à Bruxelles. D'après ses initiateurs, ce tribunal d'opinion vise à « réaffirmer la primauté du droit international comme base de règlement du conflit israélo-palestinien » et à « éveiller les consciences sur la responsabilité de la communauté internationale dans la perpétuation du déni du droit du peuple palestinien ». Lors de sa troisième session, au Cap, du 5 au 7 novembre 2011, le Tribunal se demande si « les pratiques d'Israël envers le Peuple palestinien violent l'interdiction internationale de l'apartheid » ; circonstanciée, la réponse du « jury » est affirmative. Après des sessions à Barcelone, Londres, Le Cap et New York, le Tribunal se réunit une dernière fois mi-mars 2013 à Bruxelles où il adopte 26 recommandations pour de futures actions.
Le 26 avril 2010 a lieu à Bil'in une conférence internationale sur la résistance populaire de Bil’in qui appelle au renforcement de la campagne BDS.

#### Position des États-Unis
La Chambre des représentants des États-Unis débat à partir de février 2015 d'une loi visant à interdire les accords commerciaux entre les États-Unis et les pays ou entités discriminant Israël. Le 29 juin 2015, le président Obama promulgue la loi Trade Promotion Authority (TPA) (en) qui autorise le président des États-Unis à négocier des accords de libre échange notamment l'Accord de partenariat transpacifique. Cette loi intègre des amendements qui, selon leur initiateur, le représentant Peter Roskam (co-président du groupe républicain du Congrès d'amitié avec Israël ou House Republican Israel Caucus), visent également à terme à conditionner tout accord de libre-échange avec l’Union européenne (Partenariat transatlantique de commerce et d'investissement) à son rejet de BDS,. Ces dispositions de la loi TPA ont été adoptées à l'unanimité de la Chambre des représentants et du Sénat. Un porte-parole du département d'État, John Kirby remarque toutefois dès le lendemain, qu'« en confondant Israël et les territoires contrôlés par Israël, l'amendement va à l'encontre de la politique longuement établie des États-Unis ».
S'il n'existe pas au niveau fédéral de loi s'opposant au mouvement BDS, plusieurs États américains ont fait adopter par leurs parlements des textes destinés à contrer le développement de la campagne de boycott d'Israël. Plus précisément la Floride, l'Illinois, la Caroline du Sud, l'Indiana et l'Arizona ont fait adopter en 2015 des lois qui obligent l'État à désinvestir de toute compagnie qui boycotte Israël sur base d'une liste établie par l'organisation Americans for Peace Now (en). De même le Sénat de la Géorgie a adopté le 24 mars 2016, par 41 voix contre 8, une loi déjà votée par la Chambre des Représentants (95 pour – 71 contre), qui interdit à l'État de passer quelque contrat que ce soit avec des entreprises ou des individus qui ne s’engageraient pas, pour toute la durée des relations contractuelles avec l'État, à ne pas boycotter Israël et/ou les entreprises dans les territoires contrôlés par Israël.
En outre, onze autres États – notamment la Californie, le Colorado, l'Iowa, le Massachusetts, le New Jersey l'État de New York et la Virginie – envisagent d’adopter des dispositions similaires. Le Kansas et la Pennsylvanie débattent sur une législation qui priverait de subventions publiques les universités qui boycottent Israël. Enfin six autres États, dont le Tennessee, le Maryland et le Massachusetts, ont adopté ou envisagent d’adopter une résolution non-contraignante condamnant le boycott d'Israël. Au total en janvier 2018, ce sont 24 États qui ont déjà adopté une législation anti-BDS.

#### En Allemagne
Le 17 mai 2019, le Parlement allemand adopte une résolution condamnant le BDS comme étant antisémite et exhorte le gouvernement à ne pas financer ou soutenir des groupes ou activités qui remettent en question le droit d’Israël à exister et à se défendre. Cette résolution est votée par la CDU, le Parti social-démocrate d'Allemagne (SPD), les Verts (Alliance 90 / Les Verts) et le Parti libéral-démocrate (FDP).

#### En Autriche
Le 11 décembre 2019, l'ensemble des partis représentés au Parlement autrichien acceptent de soutenir le texte d’une résolution qui condamne l'antisémitisme et accuse le BDS de recourir « à des rhétoriques antisémites » et « de remettre en doute le droit d’Israël à exister en réclamant un droit du retour pour les réfugiés palestiniens et leurs descendants ». il est prévu que le Parlement adopte cette résolution en janvier 2020.

#### En Grande-Bretagne
Le gouvernement britannique annonce le 15 février 2016 qu'il allait interdire aux institutions anglaises recevant des fonds publics, telles que les universités ou les mairies, de boycotter des produits israéliens. Les boycotts « empoisonnent et polarisent le débat, affaiblissent l'intégration et alimentent l'antisémitisme », a estimé le gouvernement dans un communiqué.

#### Au Canada
Le 22 février 2016, le Parlement canadien adopte à une large majorité une motion condamnant le mouvement BDS.
Unifor, le plus grand syndicat canadien du secteur privé avec plus de 310 000 membres à travers le pays, adopte une résolution soutenant le mouvement BDS lors d'un congrès à Winnifred du 18 au 20 août 2017.
En août 2016, une enseignante de Mississauga (Ontario) est suspendue de ses fonctions pour avoir pris la parole lors d’un rassemblement en faveur du mouvement.

#### Au Chili
Le Contrôleur général du Chili déclare, en début décembre 2018, illégal le boycott d'Israël par des municipalités car les relations internationales relèvent de l'État. Cela intervient après que la municipalité de Valdivia a décidé de boycotter Israël,.

## Réactions en Israël

### Société civile
En Israël, les adversaires de l’occupation se montrent divisés sur la question du boycott. Déjà en 1997 l'organisation pacifiste Bloc de la paix (Gush Shalom) préconise déjà le boycott des seules entreprises et institutions israéliennes actives dans les territoires colonisés de Cisjordanie.
En mai 2003, lors d'une brève visite aux États-Unis, l'universitaire Israélien Ilan Pappé, qui regrette l'incompétence du lobby pro-palestinien américain, fait part de son opinion sur les pressions qu'il conviendrait d'exercer sur le gouvernement israélien. Lors d'une rencontre privée, interrogé par le Washington Report on Middle East, qui rapporte ces propos, Pappé appelle la communauté palestinienne des États-Unis à s'organiser et à lancer une vaste campagne d'information et d'action. Il précise : « If a divestment campaign is to succeed, it must have as wide a coalition as possible and it must make clear that it isn’t designed to de-Zionize Israel, but that it rather is a means of putting an end to the occupation ».
En 2003 est créée AATW (Anarchists Against The Wall) une association dont la direction est surtout palestinienne et qui promeut l'action directe. Certains de ses membres se joindront plus tard à Boycott! Supporting the Palestian BDS Call from Within. Tel est le cas du mathématicien Kobi Snitz.
Le 20 août 2009, Neve Gordon, qui enseigne les sciences politiques à l'université Ben-Gurion University de Beersheba, appelle au boycott d’Israël dans un article paru dans le Los Angeles Times,.
L'historien Ilan Pappé appelle les universitaires israéliens à se joindre au boycott. Le professeur de linguistique Tanya Reinhart, décédée en mars 2007, soutenait le boycott universitaire.
La réponse de la Coalition of Women for Peace lors du lancement de la campagne BDS, qui suscite en son sein des débats soutenus, consiste d'abord à créer (en 2006) un groupe d'étude baptisé ''Who Profits from the Occupation ? ; sur la base des informations rassemblées, au vu aussi du développement de la campagne BDS mais aussi des évènements dramatiques survenus entretemps, la coalition décide en novembre 2009 de soutenir l'initiative BDS. L'ONG Who Profits, née de la coalition d'associations féministes israélo-palestiniennes arrive au constat que les productions des colonies juives ne représentent qu'un faible enjeu financier ; l'ONG fait par contre valoir qu’il existe une grande implication de l’économie israélienne en son entier dans les territoires occupés.
En 2009 est créée l'organisation Boycott! Supporting the Palestian BDS Call from Within (en)
Fin août 2010, 60 acteurs, scénaristes et metteurs en scène israéliens font connaître leur refus de se produire dans le nouveau théâtre de la colonie d'Ariel. Cette prise de position, qui vient briser ce qui apparaissait jusqu'alors comme un consensus (le rattachement d'Ariel à Israël), intervient peu après la publication de la programmation théâtrale pour la saison 2010-2011 et alors que des négociations de paix pilotées par les Américains redémarrent. (Cinq institutions théâtrales renommées, recevant des fonds publics - Théâtre National d’Israël, le théâtre municipal de Tel Aviv notamment - prévoient de tourner des spectacles à Ariel),. Le 30 août, 150 universitaires israéliens font connaître leur soutien par voie de presse aux artistes ; une autre lettre de soutien, émanant d'écrivains et d'artistes, est alors attendue. Début septembre, le soutien aux artistes prend une dimension internationale (parmi les 150 signataires du monde du cinéma ou du théâtre on trouve : Julianne Moore, Theodore Bikel, Vanessa Redgrave et Tony Kushner). Fin septembre, l'architecte Frank Gehry et le chef d'orchestre Daniel Barenboim rejoignent la campagne internationale de soutien aux acteurs israéliens ayant refusé de se produire dans la colonie d'Ariel.
Le 27 janvier 2010, l'ICAHD réitère son appel (formulé en 2005) en l'associant explicitement à la campagne BDS.
Le 30 janvier 2014, Zeev Sternhell signe un important article dans Haaretz,.

### Réactions des autorités israéliennes
En décembre 2009, en réaction à la décision de Londres de marquer les produits israéliens fabriqués en Cisjordanie ou dans le Golan, un peu moins de 50 députés signent une pétition appelant à boycotter les entreprises et les produits britanniques.
En février 2010, le Reut Institute (en), un important think tank Israélien, recommande aux autorités israéliennes de considérer BDS comme une menace stratégique. Le ministère des Affaires Étrangères israélien lance une campagne intitulée The Campaign to Defame Israel,.
Le 11 juillet 2011, la Knesset (parlement israélien) vote, par 47 voix contre 38, une « Loi pour la Prévention des dommages envers l'État d'Israël par le boycott » (en). La loi, initiée par le député Zéev Elkin, est votée en deuxième et troisième lecture. Le conseiller juridique de la Knesset, Eyal Yinon décrit certains points de la loi comme « à la limite de l’anticonstitutionnalité » mais affirme que cette loi pourra être défendue devant la Cour suprême si des recours sont déposés devant cette juridiction (comme beaucoup s'y attendent). La loi est entrée en vigueur à partir du 11 octobre 2011 et permet à toute partie qui se sentirait lésée de poursuivre au civil toute personne ou organisation qui appellerait à un boycott économique, culturel ou académique d'Israël. 53 organisations de la société civile d'Israël avaient conjointement signé une lettre adressée au président de la Knesset, M. Reuven Rivlin, en février 2011, pour protester contre la proposition de cette loi. Uri Avnery dans Haaretz développe des arguments contre cette loi. À la suite des recours déposés, la Haute Cour de Justice suspend la loi anti-boycott en décembre 2012.
Le 9 février 2014, un recours est déposé devant la Haute Cour contre l’illégalité de l'appel au boycott de biens issus de Cisjordanie. Le dimanche 16 mars 2014 une commission composée de neuf magistrats de la Haute Cour entend les arguments de représentants d'ONG (Bloc de la paix, Adalah (en), l'association pour les droits civils en Israël (ACRI), Liste arabe unie - Ta'al), contestant la constitutionnalité de la loi. Si les magistrats sont prêts à reconnaître l'illégalité de l'interdiction de l'appel au boycott de produits issus des territoires occupés après 1967, ils sont par contre d'avis que cette interdiction, portant sur le territoire d’Israël de 1948 est condamnable.

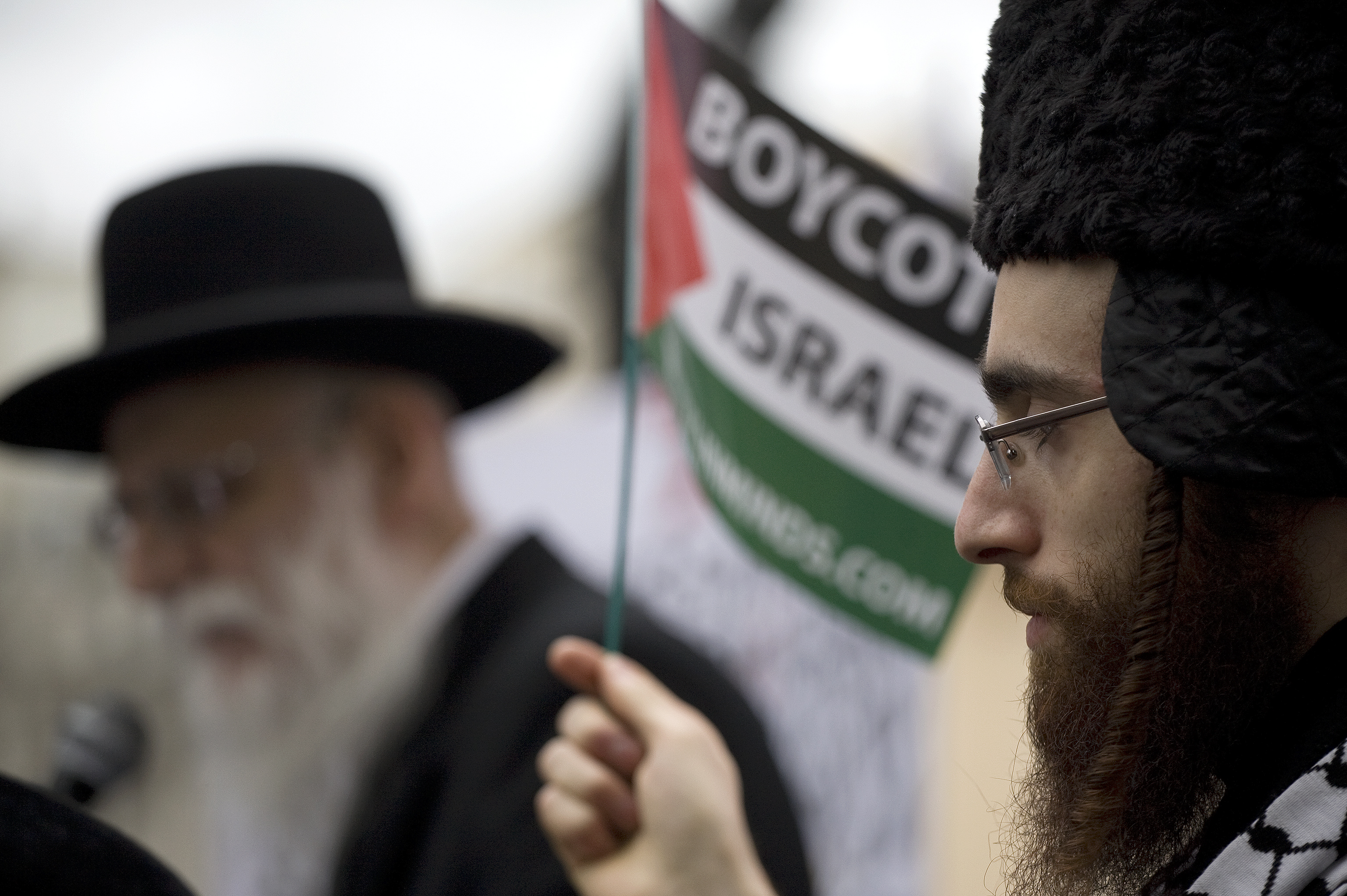
Haredim israéliens, militants pro-palestiniens dont ceux du groupe religieux juif Naturei Karta, en 2009.

Début 2014, Yair Lapid donne une brève évaluation de l'impact économique qu'aurait un boycott européen sur l'économie israélienne. Le ministère des finances israélien a fait savoir qu'il disposait d'un rapport plus substantiel sur ce sujet,. Yair Lapid a tenu ces propos le 29 janvier lors d'une conférence ayant lieu à l'institut d'études sur la sécurité nationale, quelques heures seulement après une réunion de travail de Benjamin Netanyahu avec ses principaux ministres au sujet du boycott. Cette réunion, une première du genre pour ce gouvernement, était suscitée par les récentes décisions d'un fonds de pension hollandais PGGM.
Début mars 2014, Meïr Porush, ancien ministre fait savoir qu'il résiste à grand peine aux pressions émanant de sa communauté haredim en faveur d'un boycott des produits issus de Cisjordanie (ces appels au boycott manifestent l'opposition des haredim au projet de réforme du service militaire mettant fin à l’exemption dont bénéficient les étudiants des yeshivot),.

## Position de représentants palestiniens

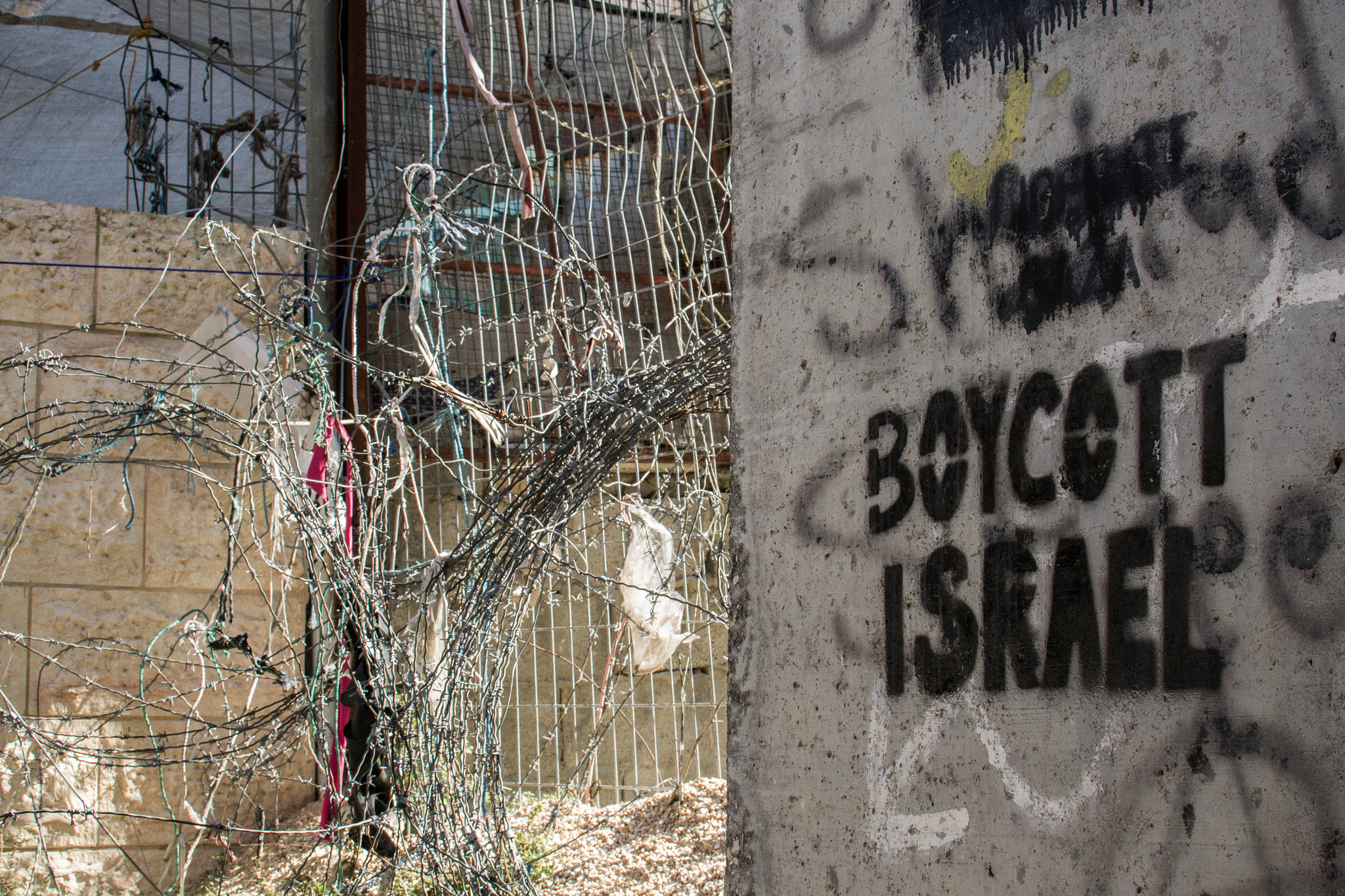
Graffiti à Hebron (Cisjordanie).

En janvier 2002, Shaher Saed figure éminente du PGFTU (Palestinian General Federation of Trade Unions) appelle les européens à exercer des sanctions contre le gouvernement Sharon ; Saed demande notamment à l'Europe de cesser d'importer des biens d’Israël tant que dure l'occupation des territoires.
Jusqu'à septembre 2009, l’Autorité Palestinienne observe un prudent silence sur le sujet.
En novembre 2009, l'Autorité Palestinienne, par la voix du directeur de cabinet de Mahmoud Abbas, le Dr Rafiq Husseini, fait une déclaration lors d'une conférence du BNC qui montre une adhésion accrue de l'Autorité à l'idée de boycott.
Début 2010, remettant en vigueur une loi de 2005 inappliquée, Salam Fayyad, alors Premier ministre, lance une campagne visant à interdire la vente et la consommation de produits fabriqués dans les colonies juives de peuplement. Recrutés par l’intermédiaire d’une organisation créée par le ministère palestinien de l’Économie, des milliers de bénévoles, faisant du porte, mènent une campagne de sensibilisation. Un volet répressif accompagne cette campagne. En juillet, le projet de l'extension de la campagne à la proscription de l'embauche de Palestiniens dans les colonies juives suscite quelques inquiétudes auprès des entrepreneurs israéliens cependant très dubitatifs sur les capacités des palestiniens à financer une telle initiative. En mai 2010, Mahmoud Abbas, qui avait précédemment signé un décret interdisant la vente et le négoce des produits fabriqués dans les colonies/implantations juives en Cisjordanie, appelle les Palestiniens à boycotter les produits fabriqués dans ces mêmes colonies en précisant bien que cet appel au boycott ne doit pas s'appliquer aux produits fabriqués dans le reste du territoire israélien. Cette campagne a provoqué une vive colère en Israël ; le Conseil de Judée et Samarie s’est joint à l’appel du président de l’Union des industriels israéliens, Shraga Brosh, demandant que les ports israéliens soient fermés aux importations et aux exportations palestiniennes jusqu’à la levée du boycott.
Le 21 avril 2010, devant un parterre de militants et une vingtaine de diplomates, notamment européens, Salam Fayyad ouvre une conférence sur le thème de L'Intifada Blanche, un mouvement d'action non-violente initiée notamment en 2005 dans le village de Bilin. Non violente, parce qu’aucune arme de guerre n'est utilisée, cette intifada blanche s'accompagne tout de même, à l'occasion, de jets de pierres.
En octobre 2010, l’Autorité palestinienne exige que les États-Unis imposent un boycott des produits israéliens issus des colonies, à l’instar du boycott observé par plusieurs syndicats européens.
Fin 2010 début 2011, l'opinion de Leila Shahid, représentante en Europe de l'Autorité Palestinienne, est qu'il est plus efficace d’appeler au respect de la législation européenne et donc de cibler les produits issus de colonies plutôt que d'appeler aux boycott des produits israéliens.
En décembre 2012, en réponse à la suspension du transfert du produit des taxes décidée par le gouvernement Netanyahu, Salam Fayyad lance un appel au boycott des produits israéliens (et pas seulement de ceux issus des colonies). Afin de se prémunir d'une éventuelle mesure de rétorsion des autorités israéliennes qui pourraient être tentées d'imposer un embargo sur les exportations palestiniennes, M. Fayyad n'appelle pas à un embargo sur les importations mais à un boycott volontaire (seulement sur les produits ayant un substitut local),.
Lors d'une visite en Afrique du Sud à l'occasion des funérailles de Nelson Mandela, le 13 décembre 2013, Mahmoud Abbas, le président de l’Autorité palestinienne dit : « Nous ne soutenons pas le boycott d’Israël. Mais nous appelons au boycott des produits issus des colonies ». Omar Barghouti, un des initiateurs du mouvement BDS voit dans cette déclaration l'illustration qu'Abbas manque de légitimité et est déconnecté des vraies aspirations de son peuple à la liberté. Toutefois, le journal britannique The Guardian rapporte que des milliers de Palestiniens font des affaires avec Israël, travaillent dans les colonies de Cisjordanie ou en Israël et achètent des produits israéliens. Le montant des importations palestiniennes sont d'environ 600 millions d'euros par an. Samia Botmeh, une conférencière de l’université de Birzeit et militante palestinienne pour le boycott académique des universités israéliennes a déclaré que les Palestiniens étaient « fâchés » et se sentaient « abandonnés par Abbas » du fait de ses déclarations. Elle a ajouté : « Bien entendu que nous faisons des affaires avec Israël, chaque chose dans notre vie est contrôlé par Israël, mais il y a des choix que nous pouvons faire et nous demandons au reste du monde d'agir ». Sur le site Electronic Intifada, Omar Barghouti affirme que les déclarations d'Abbas, qui ont stupéfié les journalistes autant que les activistes, sont contredites par « le consensus national palestinien en faveur de la campagne BDS qui prévaut depuis 2005 ».